# Iarovóie
Iarovóie - Яровое (rus) - és una ciutat del krai de l'Altai, a Rússia.

## Història
Iarovóie fou creada el 1943 després de l'evacuació d'una fàbrica química de bromi a Perekop (Ucraïna). Obtingué l'estatus de vila urbana el 1966 i el de ciutat el 1993.